# Aelita (livro)
Aelita (em russo:  Аэлита), ou O declínio de Marte, é uma novela de ficção científica do escritor russo Alekséi Tolstói publicada pela primeira vez em 1923.

## Resumo
A história inicia-se na União Soviética, logo após o fim da Guerra Civil Russa. O engenheiro Mstislav Sergeyevich Loss projeta e constrói um foguetão de detonação de pulso inovador e decide fazer uma expedição a Marte. Procura um companheiro para a viagem e após o encontrar, o soldado na reserva Alexei Gusev, acabam por partir da Terra.
Chegados a Marte, descobrem que o planeta é habitado por uma civilização avançada. No entanto, a desigualdade social entre a classe dominante e os trabalhadores é muito grande lembrando a situação do início do capitalismo, com os trabalhadores a viver em túneis subterrâneos perto das máquinas com que trabalham.
Depois, é-lhes explicado que os marcianos são descendentes tanto de raças locais quanto de atlantes que foram para lá após o naufrágio do seu continente natal na Terra (tendo Tolstoi sido inspirado pelos livros de Helena Blavatsky). Marte era então governado por Engenheiros, mas nem tudo estava bem. Ao falar perante uma assembleia, o líder, Tuscub, afirma que a cidade deve ser destruída para facilitar a queda de Marte. Aelita, a bela filha de Tuscub e a princesa de Marte, mais tarde revela a Loss que o planeta está a morrer, que as calotes polares não estão a derreter como acontecia antes e que o planeta está enfrentando uma catástrofe ambiental.
Enquanto o aventureiro Gusev lidera uma revolta popular contra o ditador, o mais cerebral Loss apaixona-se por Aelita. Quando a rebelião é derrotada, Gusev e Loss são forçados a fugir de Marte e acabam por regressar à Terra. A viagem é prolongada com os efeitos da alta velocidade e da dilatação do tempo resultando numa perda de mais de três anos. O destino preciso da própria Aelita é desconhecido. No final é sugerido que ela realmente sobreviveu, já que Loss ouve mensagens de rádio recebidas de Marte mencionando o nome dele.

## Adaptações
O romance foi adaptado ao cinema inicialmente na União Soviética na época do cinema mudo num filme com o mesmo título, dirigido por Yakov Protazanov, em 1924, e mais tarde pelo realizador húngaro András Rajnai, em 1980.
Andrija Maurović (desenhador) e Krešimir Kovačić (escritor), na Iugoslávia, usaram-no numa banda desenhada em série, publicada em 1935-1936, intitulada Ljubavnica s Marsa (Amante de Marte). 

## Traduções
1. Tolstói, Alekséi. Aelita. Tradução da edição espanhola: Paulo Costa. Lisboa: Editorial Caminho, 1981, 174 pp.